# Joaquin (Texas)
Joaquin ist eine Stadt im Shelby County in Osttexas. Sie wurde 1885 als Eisenbahnstation gegründet, liegt in der nordöstlichen Ecke des Bezirks und war zeitweilig ein wichtiger Verladebahnhof für Bauholz und Baumwolle. Angaben des US-Zensus zufolge belief sich die Einwohnerzahl im Jahr 2016 auf 957.

## Beschreibung
Joaquin liegt in der nordöstlichen Ecke von Shelby County – nicht weit entfernt vom Einfluss des Sabine River in das Toledo Bend Reservoir. Die Entfernung zu dem in Louisiana gelegenen und über eine Brücke erreichbaren Ort Logansport beträgt rund 3 Kilometer, die rum Toledo Bend Reservoir 12 bis 15 und die zum Sabine National Forest 8 bis 10 Kilometer. Die Bezirkshauptstadt Center ist rund 25 Kilometer entfernt. Die umliegende Landschaft ist eben bis leicht wellig und von Bewaldung sowie dazwischenliegenden Anbauflächen und Weiden geprägt. Wichtigste überregionale Verbindungen sind der U.S. Highway 84 sowie eine von der Union Pacific betriebene und von West nach Ost durch den Nordteil des Shelby County verlaufende Eisenbahnstrecke.
Joaquin entstand 1885 als Bahn-Haltestelle der Houston, East und West Texas Railway. Benjamin Franklin Morris, ein Veteran der Konföderierten-Armee und einer der wichtigsten Großgrundbesitzer der Region, hatte der Bahngesellschaft 100 Hektar Land überlassen unter der Bedingung, dass auf dem Gelände eine Bahnstation errichtet werden würde. Der um die Station herum entstehende Ort wurde nach Morris’ Enkel Joaquin benannt. 1890 verfügte er über ein Postamt, mehrere Geschäfte sowie eine geschätzte Einwohnerzahl von 100. Der Ort prosperierte und sicherte sich im Verlauf der 1920er die Stadtrechte als City. In der zweiten Hälfte des 20. Jahrhunderts ging die Landwirtschaft in der Region zurück. Einen Ausweg aus der wirtschaftlichen Flaute bot der Bau des Toledo Bend Reservoirs – ein Großprojekt, das 1966 fertiggestellt wurde und in den Folgejahrzehnten wirtschaftliche Umorientierungen in Richtung Tourismus ermöglichte.
Der Joaquin Independent School District ist einer der sechs Schulbezirke in Shelby County. Über das unmittelbare Stadtgebiet hinaus deckt er das Gebiet bis zum nördlichen Ende des Toledo Bend Reservoir sowie die an dessen Westufer gelegene Stadt Huxley mit ab. Als Historical Markers ausgewiesen sind das alte Bahnhofsgebäude B. F. Morris and Town of Joaquin und die Fellowship Baptist Church.

## Demografie
Der US-Zensus wies für das Jahr 2016 eine Gesamt-Einwohnerzahl in diesem Jahr 957 Personen aus. 499 davon waren männlich, 458 weiblich. 681 Einwohner waren 18 Jahre oder älter, 276 Kinder oder Jugendliche, 126 älter als 65 Jahre. Der Altersmedian betrug 36,7 Jahre. 652 der Befragten bezeichneten sich als Weiße (68,1 %), 227 als Afroamerikaner (23,7 %) und 25 als Amerikaner mit indianischen Wurzeln oder sonstige Natives (2,6 %). Zwei oder mehr Ethnien gab keiner der Befragten an. Unabhängig von der Frage zur Zensus-Deklaration Race bezeichneten sich 53 Einwohner als Hispanic oder Latino (5,5 %). Laut Quickfacts-Infos auf census.gov betrug das Medianeinkommen 2017 pro Haushalt 35.750 US-Dollar (USD). Das ermittelte Median-Haushaltseinkommen liegt unter dem der beiden Vergleichseinheiten Texas (54.700 USD) und USA insgesamt (55.300 USD). Dasjenige im Shelby County insgesamt (36.300 USD) kommt ihm wiederum recht nahe. An Personen, die in Armut leben, wies der Zensus 25,1 % aus, an Personen ohne Krankenversicherung 22 %.

## Persönlichkeiten
- Orren R. Whiddon (1935–2016), Generalleutnant der United States Army